# Nordhackstedt
Nordhackstedt (tiếng Đan Mạch: Nørre Haksted) là một đô thị thuộc huyện Schleswig-Flensburg, trong bang Schleswig-Holstein, nước Đức. Đô thị Nordhackstedt có diện tích 12,47 km², dân số thời điểm 31 tháng 12 năm 2006 là 483 người.